# Mário Teixeira
Mário Teixeira (São Paulo, 1968) é um escritor, roteirista e autor brasileiro de telenovelas.

## Carreira
Estreou na literatura ainda pela década de 90, sendo um dos escritores do livro Cinco Talentos, lançado oficialmente em 1997.
Na televisão, estreou como um dos redatores das séries Rá-Tim-Bum e Castelo Rá-Tim-Bum da TV Cultura. Em 1995 escreveu a novela Tocaia Grande na Rede Manchete, marcando a sua estreia como autor, junto com Duca Rachid e Marcos Lazarini. Em 1997 foi colaborador do remake de Os Ossos do Barão no SBT.
Em 2000 mudou-se para a TV Globo, onde se encontra até os dias atuais, estreando na emissora com O Cravo e a Rosa, junto com Walcyr Carrasco, sendo o seu primeiro êxito. Logo depois, trabalhou novamente com Carrasco em A Padroeira. Seguiu como autor colaborador escrevendo as tramas do Sítio do Picapau Amarelo, Ciranda de Pedra, Tempos Modernos e Passione.
Em 2015 escreveu junto com Alcides Nogueira a novela I Love Paraisópolis. Em 2016 escreveu Liberdade, Liberdade, sendo esse o seu primeiro trabalho solo no horário nobre. Depois, escreveu O Tempo Não Para, Passaporte Para Liberdade, Mar do Sertão e No Rancho Fundo. No caso das duas últimas, Teixeira deu início a uma saga de histórias contadas na região nordeste, utilizando o meio cômico.

## Filmografia
| Ano  | Obra                 | Escalação       | Parceiros titulares         |
| ---- | -------------------- | --------------- | --------------------------- |
| 1995 | Tocaia Grande        | Autor Principal | Duca Rachid Marcos Lazarini |
| 1997 | Os Ossos do Barão    | Colaborador     | Walter George Durst         |
| 2000 | O Cravo e a Rosa     | Autor Principal | Walcyr Carrasco             |
| 2001 | A Padroeira          | Coautor         | Walcyr Carrasco             |
| 2008 | Ciranda de Pedra     | Coautor         | Alcides Nogueira            |
| 2010 | Tempos Modernos      | Coautor         | Bosco Brasil                |
| 2010 | Passione             | Colaborador     | Silvio de Abreu             |
| 2015 | I Love Paraisópolis  | Autor Principal | Alcides Nogueira            |
| 2016 | Liberdade, Liberdade | Autor Principal | Marcia Prates               |
| 2018 | O Tempo Não Para     | Autor Principal |                             |
| 2022 | Mar do Sertão        | Autor Principal |                             |
| 2024 | No Rancho Fundo      | Autor Principal |                             |

| Ano       | Obra                      | Escalação       | Parceiros titulares                  |
| --------- | ------------------------- | --------------- | ------------------------------------ |
| 1990      | Rá-Tim-Bum                | Roteirista      | Flávio de Souza                      |
| 1994      | Castelo Rá-Tim-Bum        | Roteirista      | Cao Hamburger, Flávio de Souza       |
| 1999-2000 | As Aventuras de Tiazinha  | Roteirista      | L.P Simonetti, Fábrica de Quadrinhos |
| 2002-2004 | Sítio do Picapau Amarelo  | Roteirista      | Duca Rachid, Walcyr Carrasco         |
| 2021      | Passaporte para Liberdade | Autor Principal |                                      |